# 黃偉民 (播音員)
黃偉民（1957年7月30日—），香港時事評論員，資深傳媒人，歷任香港主流報章媒體如明報，壹集團等，曾任香港商業電台一台台長，及《在晴朗的一天出發》及《高談偉論》主持。曾任香港數碼廣播有限公司播音員(已經於2012年8月離職) 數碼大家台《十級自由Phone》及《早晨八達通》前節目主持人，曾與鄺穎萱、游清源、盧覓雪、馬恩賜、王岸然、梁安琪、梁家權等合作。亦曾於電台分別擔任時事評論節目《前因後果》及輕談中國術數節目《週末飲冰室》主持人（已經於2013年6月離職）。

## 生平

### 轉戰廣播界
2005年，黃偉民於盧覓雪引薦下，從未有廣播經驗的他，擔任商業一台台長。俞琤當時要求黃偉民，必須拯救封咪事件後不斷下滑的廣告和收聽率。而解僱黃毓民一事，亦由於由他執行，因此經常遭到黃毓民大罵。

## 爭議

### 性騷擾事件
上世紀九十年代，他於擔任《明報》副總編輯期間，涉及性騷擾女同事，不久離職。加入《壹週刊》後，於1999年，亦被女記者投訴性騷擾，事件一度鬧上平機會，最終他要付數萬元和解。在2004年，他擔任香港《壹本便利》以及《忽然一週》執行總監期間涉及性騷擾，因此被調往台灣《蘋果日報》，並於台灣任職後半年被終止合約解僱。《壹週刊》形容，黃偉民加入商台時，其性騷擾往績，已經是在行內聞名。而當中不少涉及性騷擾對白，亦相當露骨。如「你個嘴唇好薄喎，咁薄嘅嘴唇，錫落去唔知咩感覺呢，我就未錫過嘞！」
隨後加入商台後，又被指性騷擾當時商台助理創作總監張帆。

### 非禮案件
於2015年12月21日，黃偉民於上環的易經課室，三度非禮一名三十五歲女子，並於2016年11月17日東區裁判法院被判三項非禮罪名成立，被判120小時社會服務令。而根據案情，黃偉民的侵犯行為，曾經摸及受害人私處。而相關案件的案件編號，為ESCC2654/16。
裁判官於判決時，指黃偉民干犯非禮罪行屬晚節不保，而由於他亦曾於台灣傳媒任職，故此連台灣《聯合報》亦對案件予以報導。

## 外部連結
- 黃偉民粉絲交流俱樂部 （页面存档备份，存于）